# Viktor Gernot

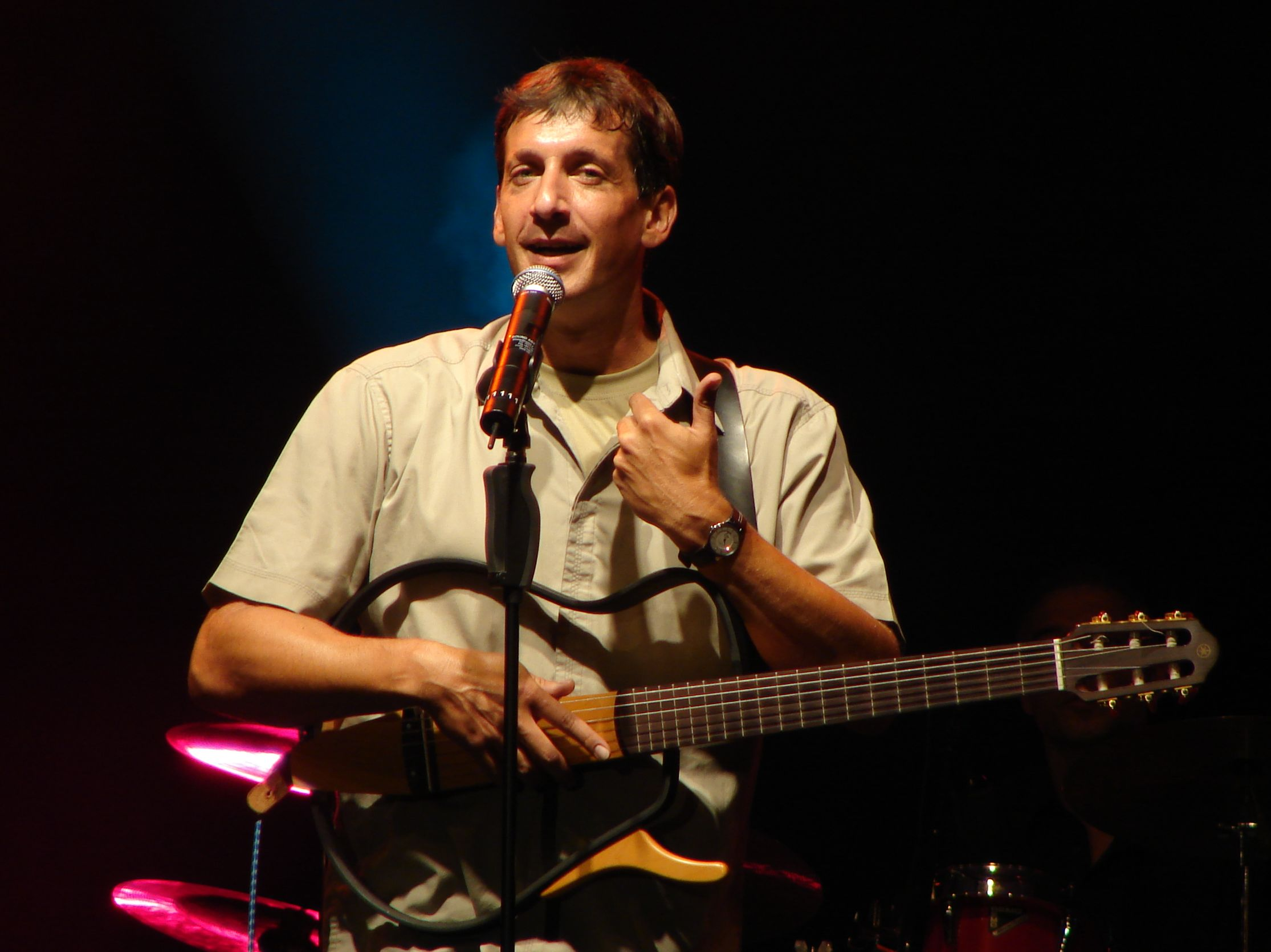
Viktor Gernot bei einem Konzert im August 2007

Viktor Gernot, geboren als Gernot Jedlička (* 18. Jänner 1965 in Enns, Oberösterreich), ist ein österreichischer Künstler, Kabarettist, Schauspieler, Stimmenimitator, Fernsehmoderator, Musiker und Sänger. Sein Künstlername ist inzwischen zu seinem gesetzlichen Namen geworden.

## Leben
Gernot ist der Sohn des ehemaligen Bundesheer-Brigadiers Leo Jedlička und seiner Frau Ingrid. Er hat zwei Brüder und einen Halbbruder. Seine Kindheit verbrachte er am Dienstort seines Vaters in Wöllersdorf im Bezirk Wiener Neustadt.
In seiner Schulzeit lernte er Gitarre spielen und erhielt Gesangsunterricht. Als Schüler des Wiener Neustädter Bundes-Oberstufenrealgymnasiums (Sparte: Sport) konzentrierte er sich auf den Schwimmsport. Als Mitglied im Schwimm-Juniorennationalteam wurde er mit der Schwimmgemeinschaft Wiener Neustadt 1981 österreichischer Mannschaftsmeister und 1982 Hallenmeister in der 4-mal-200-Meter-Freistilstaffel. Gernot maturierte 1983.
1985–1989 studierte er am Konservatorium der Stadt Wien Musical, Operette und Chanson. Gernot absolvierte den Studienabschluss mit Diplomprüfung.
Gernot besuchte Schauspielworkshops bei Michael A. Mohapp am Wiener Graumanntheater und einen Meisterkurs für Gesang bei David Bender und Barbara Meister von der New York City Opera. Des Weiteren absolvierte er ein Jazztanztraining bei Kim Duddy und Dennis Callahan sowie Stepp bei Michael Estes.
Während seines Studiums wirkte Gernot als Bass-Gitarrist und Background-Sänger bei Auftritten von Roy Black, Karel Gott, Chris Roberts und Nicole mit.
Im Theater an der Wien war er die Originalbesetzung des Wolfmann und Vater/Sherlock Holmes in Freudiana und in der Premierenbesetzung von Elisabeth spielte er den Kaiser Franz Joseph. Im Raimundtheater spielte er den Grantaire/Bamatabois und Mr. Thenardier in Les Misérables. In der Europapremiere von Disneys Die Schöne und das Biest war er Lumière; für diese Darstellung wurde er 1996 mit dem ersten deutschen Musicalaward I.M.A.G.E. ausgezeichnet. Im September 2000 war er bei der Wiederaufnahme von Joseph and the Amazing Technicolor Dreamcoat zum zweiten Mal der Pharao. In der österreichischen Erstaufführung von City of Angels in Amstetten spielte er die Hauptrolle des Drehbuchautors Stine.
Seit 1994 ist er Mitglied der Kabarettgruppe Die Hektiker und wirkte bei mehreren Bühnenprogrammen mit. Subito (ARD) und die 1997 mit dem Fernsehpreis Romy ausgezeichnete Comedyserie Die kranken Schwestern waren die erfolgreichsten Fernsehausflüge der vier Kabarettisten.
In der Spielsaison 2000/2001 war er Conferencier in Größenwahn macht glücklich im Kabarett Simpl. Als Musiker machte er sich mit seiner Band Animal House einen Namen, im Jahr 2001 tourte er mit Viktor Gernot & His Best Friends durch Österreich.

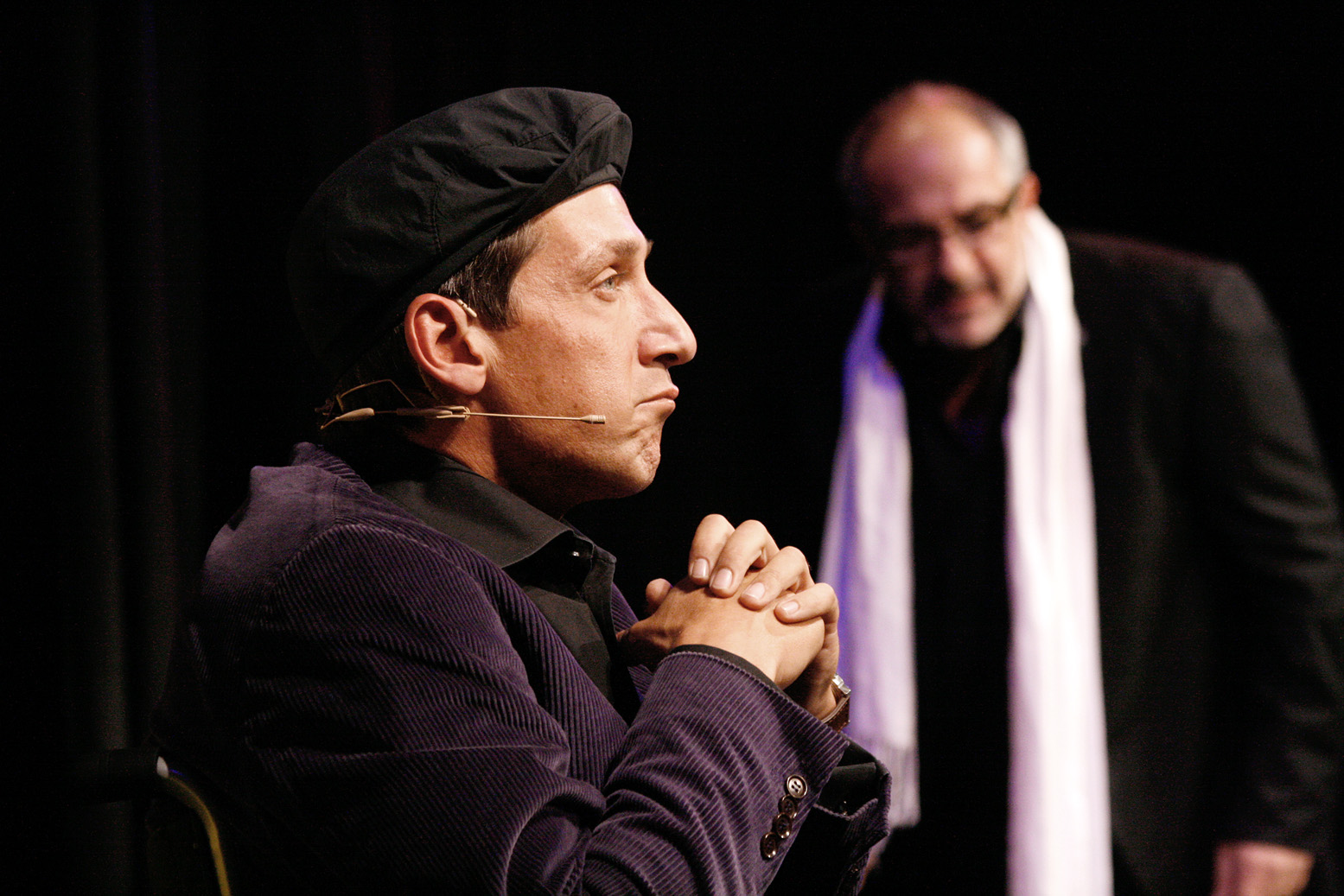
Viktor Gernot und Michael Niavarani in 2 Musterknaben (2010)

Im ORF war Viktor Gernot im Jahr 1999 Moderator der Romy Gala, im April 2000 moderierte er Top Spot, im Sommer die Sommershow Alles TV, im Dezember spielte er gemeinsam mit seinem Partner und Mitautor Michael Niavarani in der Comedy-Show Wodka Orange. Er wirkte 1995 bis 1999 in der Comedy-Serie Die kranken Schwestern mit. Gemeinsam mit Werner Sobotka, Elke Winkens, Andrea Händler und Reinhard Nowak drehte er 1994 Höhenangst unter der Regie von Houchang Allahyari mit Dolores Schmidinger, Fritz Karl, Leon Askin, Andrea Händler und Michael Niavarani. 2010 spielte er in dem Film Die verrückte Welt der Ute Bock mit.
Seit Herbst 2004 hatte er regelmäßig Gastauftritte in der ORF-Sendung Was gibt es Neues?. 2005 stand Viktor Gernot mit Michael Niavarani im Wiener Kabarett Simpl auf der Bühne mit dem Programm Gefühlsecht – Ein Abend unter Freunden. Ab 2006 moderierte er die TV-Sendung Echt lustig. Zusammen mit Michael Niavarani führte er ab 2010 das Programm 2 Musterknaben auf, für das sie mit dem Österreichischen Kabarettpreis 2010 ausgezeichnet wurden.
Mit seinem Soloprojekt Im Glashaus beging er ab September 2013 sein 25-jähriges Jubiläum im professionellen Showbusiness. Im Zuge dessen feiert er auch mit seinen Best Friends und veranstaltet die Konzertreihen In Full Swing und ein Vorweihnachtspecial X-Mas is here.
Im Jahr 2017 war er mit Monika Gruber auf Tournee, 2024 mit Thomas Stipsits als Lotterbuben.

## Auszeichnungen (Auszug)

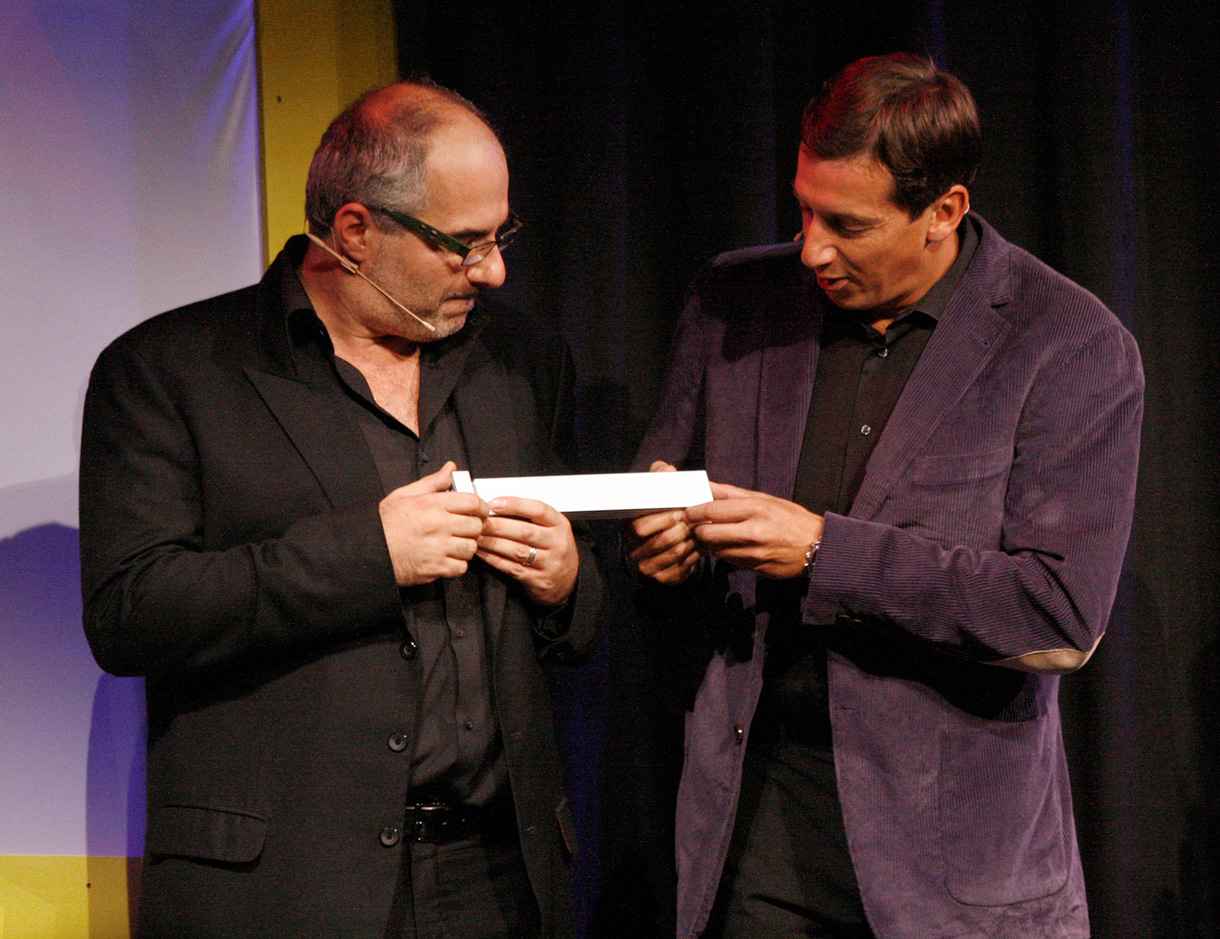
Gernot und Niavarani mit dem Österreichischen Kabarettpreis 2010

- 1996: Image-Award 96, erster deutscher Musicalpreis, für die Darstellung des Lumière in Die Schöne und das Biest
- 2007: Ybbser Spaßvogel durch die Stadtgemeinde Ybbs an der Donau
- 2008: Mostdipf-Preis
- 2010: Österreichischer Kabarettpreis, zusammen mit Michael Niavarani
- 2012: Salzburger Stier